# Franz Joseph Wohlmuth

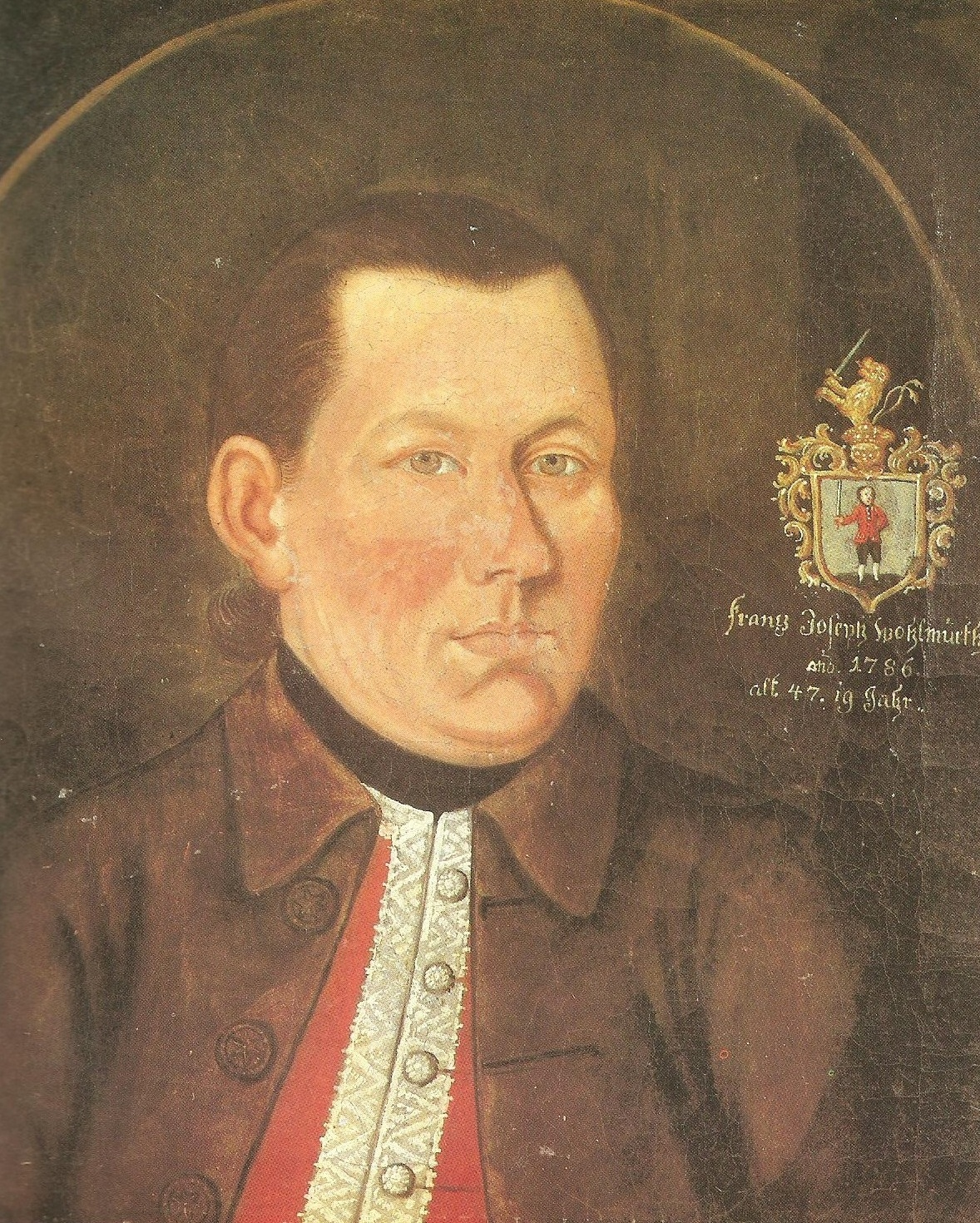
Franz Joseph Wohlmuth im 48. Lebensjahr.

Franz Joseph Wohlmuth (* 24. Februar 1739 in Salzburg; † 26. März 1823 ebenda) war der letzte öffentlich richtende Scharfrichter von Salzburg und Autor des Salzburger Scharfrichter-Tagebuches.

## Leben
Am 15. Juni 1761 bekam Franz Joseph Wohlmuth als Sohn des Salzburger Scharfrichters Franz Wohlmuth und seiner Frau Anna Maria eine feste Anstellung als Salzburger Scharfrichter, die ihm ein fixes Jahreseinkommen von 150 Gulden einbrachte. Dazu kamen noch Gebühren für verschiedene Verrichtungen von etwa 30 Gulden sowie 150 Gulden aus der Wasenmeisterei.
Wohlmuth bewohnte als Aufseher unter anderem das neben dem Freudenhaus gelegene Haus Herrengasse 30. Im Jahr 1790 oder wenig später erhielt er  das alte, neben der hochfürstlichen Richtstätte gelegene Scharfrichterhaus (Freymannbehausung) in Gneis erbrechtlich verliehen, in dem er zeitweise schon vorher wohnhaft war und das zuvor fast drei Jahrhunderte lang den Scharfrichtern und deren Knechten als Dienstwohnsitz zur Verfügung stand. Das alte bedeutungsvolle Gebäude ist bis August 2024 erhalten geblieben (Haus Neukommgasse 26), gehörte zum Besitz des Martinbauern und wurde vom Bundesdenkmalamt als "nicht erhaltungswürdig" eingestuft, abgerissen.
Seine Aufgabe als Scharfrichter von Salzburg führte er ohne große Schwierigkeiten aus. Erst im höheren Alter unterliefen ihm Kunstfehler, die ihm 1807 einen Verweis und 1808 sogar drei Tage Arrest einbrachten. Er erlitt darauf einen Schlaganfall. Von 1807 bis 1812 gibt es keine Aufzeichnung über Hinrichtungen.
Die Einträge in seinem Tagebuch zeigen, dass er ab 1812 wieder als Scharfrichter tätig war und Exekutionen ausführte, des Öfteren ließ er sich aber auch vertreten.
Seine letzte Hinrichtung führte er am 12. September 1817 mit dem Schwert aus. „Glücklich und geschwind“ soll es laut seinen Aufzeichnungen im Salzburger Scharfrichter-Tagebuch gewesen sein. Am 26. März 1823 starb Franz Joseph Wohlmuth mit 85 Jahren. Er wurde am 29. März auf dem Morzger Friedhof begraben.

## Executions Einschreib Buch– Das Salzburger Scharfrichter-Tagebuch

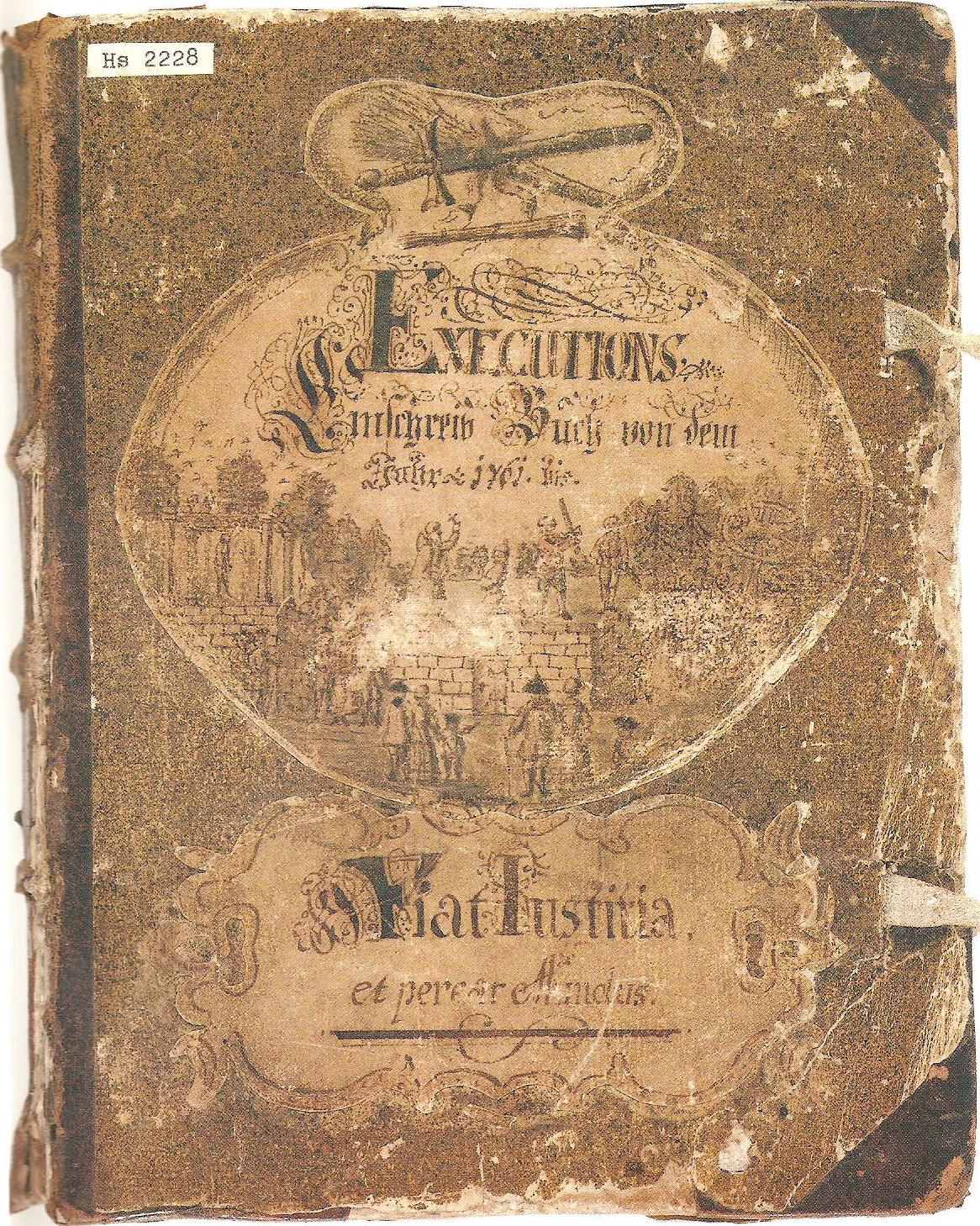
Einbanddeckel Executions Einschreib Buch von dem Jahr 1761 bis ... - Fiat Iustitia et pereat mundus.

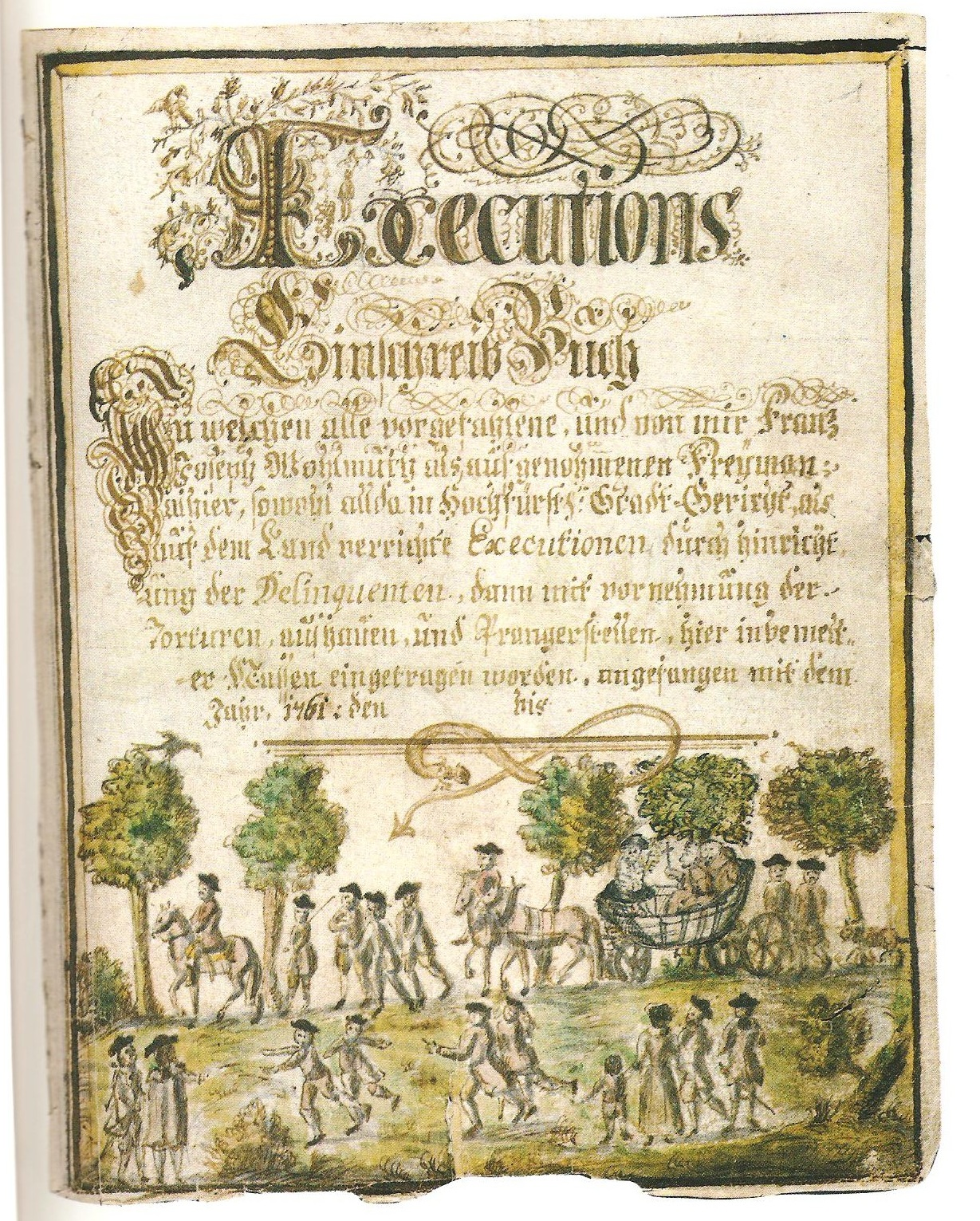
Titelblatt des Executions Einschreib Buches

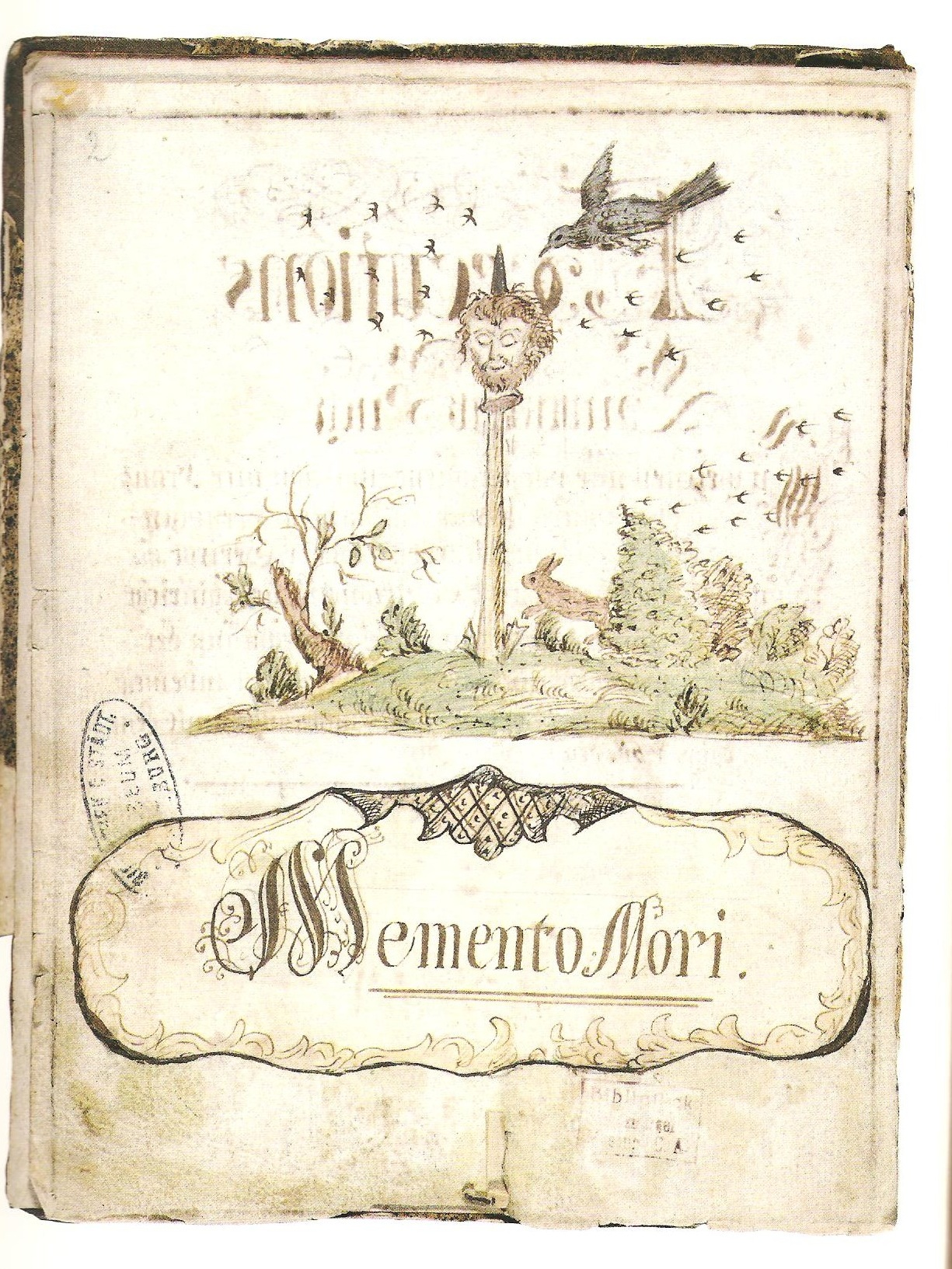
Rückseite des Titelblattes

Franz Joseph Wohlmuth schrieb während seiner Dienstzeit als Salzburger Scharfrichter ein Tagebuch, in dem er seine vollzogenen Folteranwendungen, Hinrichtungen und Körperstrafen von 1757 bis 1817 festhielt. Der erste Eintrag vom 20. April 1757 betrifft Wohlmuths Meisterprüfung mit dem Schwert im bayrischen Land- und Pfleggericht.
Jeder Eintrag wurde von Wohlmuth mit einer Nummer versehen, so ergeben sich insgesamt 226 Einträge, die alle sehr knapp und formelhaft sind. Der Titel lautet: „Executions Einschreib Buch – Zu welche alle vorgefahlene und von mir Franz Joseph Wohlmuth als aufgenohmenen Freymann allhier sowohl allda in Hochfürstlich Stadt-Gericht als auch auf dem Land verrichte Executionen durch die hinrichtung der Delinquenten, dann mit vernehmung der Torturen, aushauen, und Prangerstellen, hier inbemelter Massen eingetragen worden. angefangen mit dem Jahr 1761 bis ...“ Der Scharfrichter begann mit dem Datum der Hinrichtung bzw. Körperstrafe und dem Gerichtsort. Als Nächstes hielt er die Namen der Delinquenten und ihre Strafe fest. Den Abschluss der Einträge bilden Alter, Herkunft und Beruf der Verurteilten.
Wohlmuth führte Hinrichtungen sowohl mit dem Schwert an 77 Personen als auch dem Strang an 15 Personen durch. Fast alle abgeschlagenen Köpfe wurden an der Hinrichtungsstätte auf einem Stock („Pfrill“) gespießt ausgestellt. Gehängte Personen blieben in der Regel so lange hängen, bis sie von alleine herunterfielen. Oftmals wurden von den Gerichten noch verschärfende Zusatzstrafen ausgesprochen. Die Tagebucheintrag Nr. 200 berichtet der Scharfrichter über einen französischen Soldat, der durch den Strang hingerichtet werden sollte. Zuvor wurde ihm die Hand abgeschlagen, Wohlmuth musste den blutenden Stumpf verbinden, damit der Verurteilte nicht vor der Hinrichtung verblutet. Die Beschuldigten wurden auch der Tortur oder der scharfen Tortur (Folter) unterworfen, um sie zu einem Geständnis zu zwingen, weil ohne Geständnis eine Verurteilung damals nicht möglich war.
Körperstrafen wurden ebenfalls von Wohlmuth durchgeführt und aufgeschrieben. So wurden Delinquenten an den Pranger gestellt, mit Birkenruten ausgehauen und des Landes verwiesen. Das Tagebuch endet mit dem 226. Eintrag, einer Hinrichtung durch das Schwert am 12. September 1817. Franz Joseph Wohlmuth war bei seiner letzten Hinrichtung 79 Jahre alt.
Als sichtbares Zeichen für das Territorium, in dem die Strafe ausgesprochen wurde, wurden die auszuweisende Verurteilten mit einem Relegationsbuchstabe "gebrandmarkt". In Salzburg war es der Buchstabe „S“.
Wohlmuth besaß weitere für Scharfrichter im 18. Jahrhundert typische Aufgaben. Er war auch Abdecker bzw. Wasenmeister (= Beseitigen von Kadavern und Verwerten von Häuten), seine Knechte mussten auch insgesamt neun Personen, die Selbstmord begangen hatte, darunter zwei Frauen begraben. Selbstmörder durften nicht auf dem Friedhof, sondern nur außerhalb der Stadt in „ungeweihter Erde“ bestattet werden. Selbstmörder wurden  bei Nacht mit dem Gesicht nach unten meist in einem naheliegenden Moor vergraben.
Das Tagebuch gehört zu den wenigen noch erhaltenen Henkersaufzeichnungen. Es ist eine nüchterne, knappe und formelhafte Aufstellung der vollzogenen Strafen, über Persönliches wie die Einnahmen, seine Ausbildung, seine Ansichten oder seine Familie wird nichts notiert. Ihm scheint es nur darum gegangen zu sein, seine Arbeit genau zu dokumentieren und Rechenschaft darüber abzulegen.